# Період (музика)
Пері́од (грец. περίοδος — кружний шлях, обертання, чергування) — невелика закінчена музична побудова, що входить до складу більших форм, або має самостійне значення. Основна функція періоду — викладення відносно закінченої музичної думки (теми). Термін «музичний період» застосовується переважно стосовно творів гомофонно-гармонічного складу, в той час як стосовно поліфонічних форм (напр. у фуг) та значної частини музики другої половини XX століття, написаної з використанням новітніх композиторських технік, цей термін не вживається.

## Структура
Зустрічаються періоди різної структури. Одна з них може бути визначена як основна, нормативна. Це період, в якому виникає симетрія двох складаючих його речень. Вони починаються однаково (або подібно), а завершуються різними кадансами, менш завершеним в першому і більш завершеним в другій. Як правило, перша пропозиція закінчується на домінанті, а друге — на тоніці, хоча, як виняток, співвідношення кадансів може бути протилежним. Зустрічаються також періоди з однаковими кадансами.
В залежності від музичного матеріалу речень, що входять до складу періоду, розрізняють періоди повторної структури (з однаковою мелодичною основою обох пропозицій) та періоди неповторної структури (з різною мелодичною основою обох речень).
В окремих випадках період може й не поділятися на речення, проте побудова залишається періодом, якщо вона викладає певний тематичний матеріал і займає у структурі цілого таке саме місце, як і нормативний період. Існують також періоди, що складаються з трьох речень з різним співвідношенням тематичного матеріалу.

## Тональний план
В залежності від тонального плану, розрізняють однотональний період, що завершується в тій самій тональності, в якій почався та модулюючий, в якому друге речення кадансує в іншій тональності, частіше домінантової сфери. Модуляція динамізує форму, відтак модулюючий період застосовується як елемент більш великих форм.

## Метрична основа
Важливу роль грає метрична основа періоду. Типовою для багатьох стилів і жанрів європейської музики є квадратна структура, при якій кількість тактів в кожній пропозиції та в кожному періоді дорівнює ступеню числа 2 (4,8,16 і т. д.). Квадратна структура виникає завдяки постійній зміні сильного і слабкого тактів.
Проте симетрія двох квадратних  речень може бути порушена розширенням останнього. Так виникають розширені періоди (4 + 5, 4 + 6, 4 + 7 і т. д.). Рідше зустрічається скорочення другого речення. Існують періоди, в яких неквадратна структура виникає не через подолання квадрата, а сама по собі, як властивість, притаманна даній музиці. Співвідношення тактів при цьому може бути різним (5 + 5, 5 + 7 і т. д.)

## Виникнення і еволюція
Період виник в європейській професійній музиці в епоху зародження гомофонного складу, що прийшов на зміну поліфонічному (XVI–XVII століття). Велику роль у його формуванні відігравали народні й побутові танцювальні та пісенно-танцювальні жанри. Звідси й тенденція до квадрата, що складає основу танцювальної музики. В цьому відобразилася і національна специфіка музичного мистецтва західноєвропейських країн, в пісенному фольклорі яких також переважають квадратні структури. В той же час для протяжних пісень східнослов'янських народів квадратні структури не характерні, що відобразилося перш за все на творчості російських класиків — М. Мусоргського, С. Рахманінова.
Починаючи з Ф. Шопена, період використовується не тільки як частина більш великої форми, але й як форма самостійного твору. У вокальній музиці період часто використовується як форма куплету в пісні. Проте існують і некуплетні романси, написані у формі періоду (напр. С. Рахманінов — «Здесь хорошо»)